# Emil Martínez
Emil Cabezón Martínez  (San Pedro Sula, Cortés, 9 de septiembre de 1982) es un futbolista hondureño. Jugaba de mediocampista. Actualmente es Asistente Técnico de Manuel Keosseian en el Club Deportivo Marathón de Honduras.

## Trayectoria
Emil Martínez debutó como jugador profesional de fútbol en el Club Deportivo Marathón bajo las órdenes del profesor: José de la Paz Herrera en el año 2001. Desde su incursión en el ámbito del fútbol de Honduras, Emil luchó por conseguir el título en más de 8 oportunidades con la institución verdolaga.
En el año del 2005 Martínez pasó a formar parte de la Liga Deportiva Alajuelense por seis meses. En este equipo, Emil participó en 24 encuentros y anotó 4 goles. Posteriormente regresó al Club Deportivo Marathón, equipo con el cual consiguió el campeonato en el 2006, y luego el título de goleo individual (10) en el Apertura 2007-2008.
Su excelente actuación lo llevó hasta China con el Shanghái Shenhua, donde peleó el campeonato hasta el último encuentro. Además, el jugador fue nombrado: El Mejor Futbolista del año de la Superliga China, luego de jugar 28 partidos y anotar 8 goles con su equipo.
Al término de la temporada, Emil retornó a Honduras y participó en el torneo clausura 2008-09 con el Club Deportivo Marathón solamente por un par de partidos; ya que este club lo cedió a préstamo al Beijing Guoan también de la Superliga China el 17 de marzo del 2009.
Con el Beijing Guoan, el 'Cabezón' tuvo una destacada participación a lo largo del torneo. En el juego final el 'catracho' le anotó un triplete al Hangzhou Greentown. Con el resultado final de 4-0, el equipo de la "Guardia Imperial" se adjudicó por primera vez el título de campeón de la 'Superliga China' y superó al Henan Tianye.
En diciembre del 2009 Emil Martínez pasó a formar parte del Club Indios de Ciudad Juárez con un contrato que lo ligaba por seis meses a esta institución.
El 16 de enero de 2010 debutó oficialmente en la derrota del Indios de Ciudad Juárez por 0-4 ante los 'Rayados' del Monterrey por el torneo Clausura 2009-2010 del Torneo Mexicano.

## Selección nacional
Emil Martínez ha sido internacional con la Selección de fútbol de Honduras en numerosas oportunidades. Su primera competencia de gran relevancia internacional, fue la disputa de la selección sub-23 de Honduras rumbo a los juegos olímpicos de Atenas 2004. Este torneo se realizó en Guadalajara, México y aunque el volante tuvo una destacada actuación junto a Walter Martínez, Víctor Bernárdez, Maynor Figueroa, entre otros. El equipo no pudo avanzar a la final luego de perder 0-2 ante Costa Rica.
En el 2004, el serbio 'Bora' Milutinovic le dio la oportunidad a Emil de debutar oficialmente con la selección absoluta, rumbo a Alemania 2006. Martínez participó en el encuentro que Honduras ganó a Antillas Neerlandesas en estadio Olímpico de San Pedro Sula por 4-0. Luego de la salida de Bora al mando de Honduras, Emil continuó participando con el combinado catracho, esta vez de la mano de Raúl Martínez Sambulá y Chelato Uclés. Emil estuvo en los encuentros que Honduras empató el 9 de octubre del 2004 ante Canadá 1-1. Y ante Costa Rica (0-0) el 17 de noviembre del 2004.
En el 2007, Martínez participó en la Copa UNCAF celebrada en El Salvador. En ese torneo, Honduras apenas pudo clasificarse a la Copa Oro de la Concacaf mediante un repechaje jugado ante la débil Nicaragua. En julio de 2007 'el zurdo' fue parte del equipo que dirigió el colombiano Reynaldo Rueda en la Copa Oro. En este torneo, Emil y todo el equipo catracho pasaron a los octavos de final, pero quedaron al margen de la siguiente fase, luego de perder 0-1 ante la selección de Guadalupe.
Luego de esta participación, Emil no vio acción oficialmente con la selección absoluta, hasta en noviembre del 2008 en el encuentro que Honduras venció a México por 1-0 por las eliminatorias de Sudáfrica 2010.
A nivel Olímpico, Emil tuvo participación como refuerzo de la selección sub-23 en los juegos olímpicos de Pekín 2008. En este torneo, Martínez vio acción en contra de Camerún, Italia, y Corea sin lograr pasar de la primera fase.
En enero de 2009 Emil Martínez fue convocado por el técnico a participar en la Copa naciones UNCAF. En este torneo Martínez alcanzó el tercer lugar con la selección hondureña. Posteriormente el volante tuvo un esempeño regular en la derrota de Honduras 0-2 ante Costa Rica el 11 de febrero del 2009.

### Torneos internacionales
| Torneo Internacional                 | Sede           | Resultado    |
| ------------------------------------ | -------------- | ------------ |
| Preolímpico Atenas 2004              | México         | Semifinal    |
| Copa Oro de la Concacaf 2007         | Estados Unidos | Segunda fase |
| Copa de Naciones UNCAF 2007          | El Salvador    | Primera fase |
| Juegos Olímpicos de Pekín 2008       | Honduras       | Primera fase |
| Fase de Clasificación Sudáfrica 2010 | Honduras       | Clasificado  |
| Copa de Naciones UNCAF 2009          | Honduras       | Semifinal    |
| Copa de Naciones UNCAF 2011          | Honduras       | Campeón      |

## Clubes
| Club                       | País       | Año         |
| -------------------------- | ---------- | ----------- |
| Club Deportivo Marathón    | Honduras   | 2001-2005   |
| Liga Deportiva Alajuelense | Costa Rica | 2005-2006   |
| Club Deportivo Marathón    | Honduras   | 2006-2008   |
| Shanghái Shenhua           | China      | 2008-2009   |
| Beijing Guoan              | China      | 2009        |
| Indios de Ciudad Juárez    | México     | 2010        |
| Hangzhou Greentown         | China      | 2010        |
| Club Deportivo Marathón    | Honduras   | 2011        |
| Hunan Billows              | China      | 2012        |
| Club Deportivo Marathón    | Honduras   | 2013        |
| Hunan Billows              | China      | 2013        |
| Club Deportivo Marathón    | Honduras   | 2014 - 2016 |

## Palmarés

### Campeonatos nacionales
| Título | Club Deportivo Marathón | Honduras | Clausura 2002 | Clausura 2003 | Apertura 2004 |

### Distinciones individuales
| Distinción                                              | Año                |
| ------------------------------------------------------- | ------------------ |
| Máximo Anotador de Liga Nacional de Fútbol de Honduras  | Apertura 2006-2007 |
| Mejor Jugador de la Liga Nacional de Fútbol de Honduras | 2006               |
| Mejor Jugador de la Superliga de China                  | 2008               |